# Medinilla barbata
Medinilla barbata är en tvåhjärtbladig växtart som beskrevs av Reinier Cornelis Bakhuizen van den Brink. Medinilla barbata ingår i släktet Medinilla och familjen Melastomataceae. Inga underarter finns listade i Catalogue of Life.